# دی‌اس ۶
دی‌اس ۶ (فرانسوی: DS 6‎) یک کراس‌اوور کامپکت است که توسط دی‌اس اتومبیلز به‌طور ویژه برای بازار آسیا طراحی شده‌است. این خودرو بعد از دی‌اس۵ ال‌اس که در آغاز ۲۰۱۴ عرضه شد، دومین مدل از دی‌اس در زمانی بود که یک برند مجزا به‌شمار می‌آمد و نشان سیتروئن را نداشت. این خودرو نخستین بار در آوریل ۲۰۱۴ و با نام دی‌اس ۶دبیلوآر معرفی و در پاییز ۲۰۱۴ نیز به بازار عرضه شد.

## مشخصات فنی
این خودرو از یک موتور چهارسیلندر خطی با حجم ۱٫۶ لیتر (۱۵۹۸ سی‌سی) بنزینی بهره می‌برد که ۲۰۰ اسب بخار متری (۱۴۷ کیلووات؛ ۱۹۷ اسب بخار ترمز) قدرت را در ۵۸۰۰ دور در دقیقه و ۲۷۵ نیوتن متر (۲۰۳ پوند نیرو-فوت) گشتاور را در ۱۷۰۰ تا ۴۵۰۰ دور در دقیقه تولید می‌کند. شتاب ۰ تا ۱۰۰ کیلومتر بر ساعت این خودرو ۸٫۴ ثانیه ادعا شده‌است. نیروی تولیدی توسط این موتور را یک گیربکس ۶ دنده اتوماتیک از برند آیسین به چرخ‌های جلو می‌رساند. این خودرو همچنین دارای استاندارد آلایندگی یورو ۶ می‌باشد.

## امکانات رفاهی
- گرمکن صندلی
- صندلی‌های چرمی
- آینه‌های تاشو برقی
- حسگر جلو و عقب
- دوربین دنده عقب
- سقف پانوراما
- ماساژور صندلی‌های جلو
- رادار نقطه کور
- کی‌لس استارتر[۳]

## بازارها
دی‌اس ۶ در چین تولید و علاوه بر عرضه در بازار چین، به بازارهای ایران و آنگولا نیز صادر شد.

### ایران
این خودرو در سال ۱۳۹۵ وارد ایران شد؛ اما به دلیل عدم وجود تبلیغات گسترده و بازاریابی مناسب، فروش بالایی نداشت.

## نگارخانه

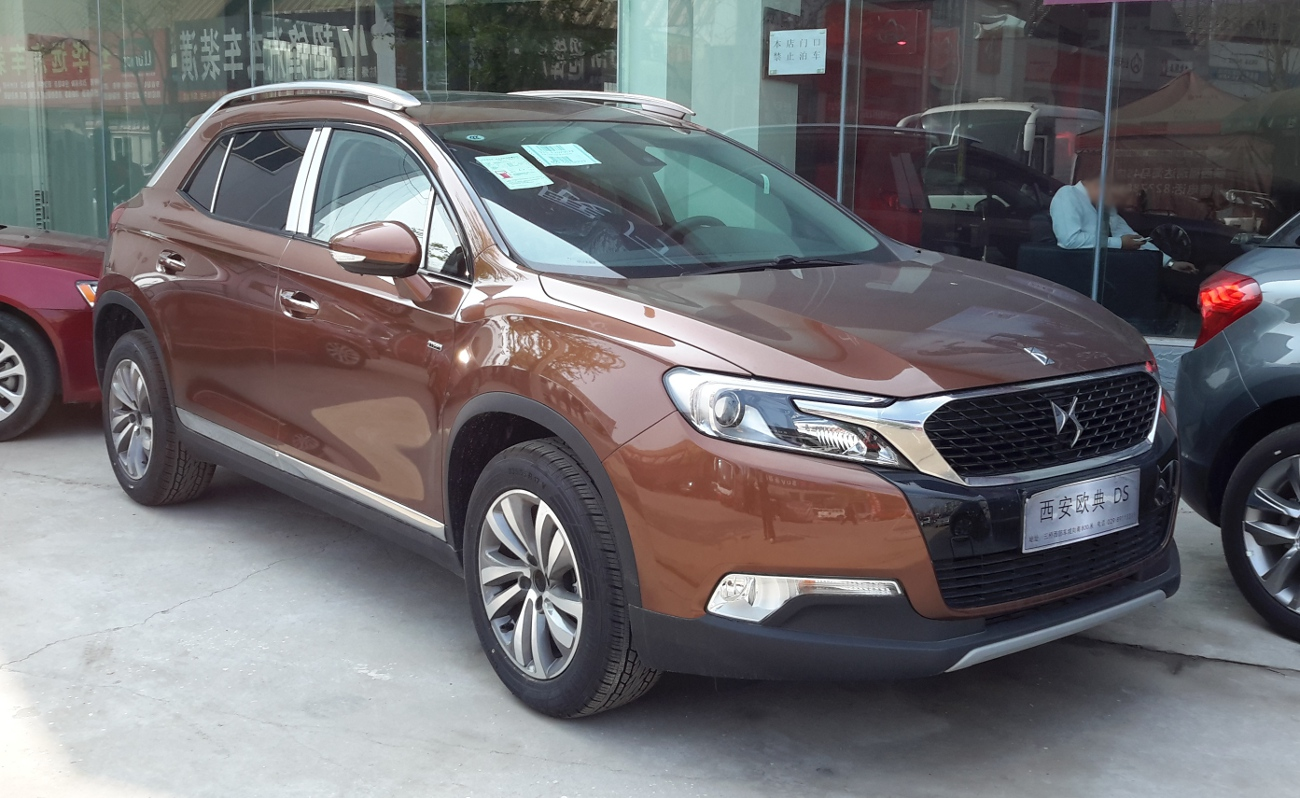
دی‌اس ۶ (نمای جلو)
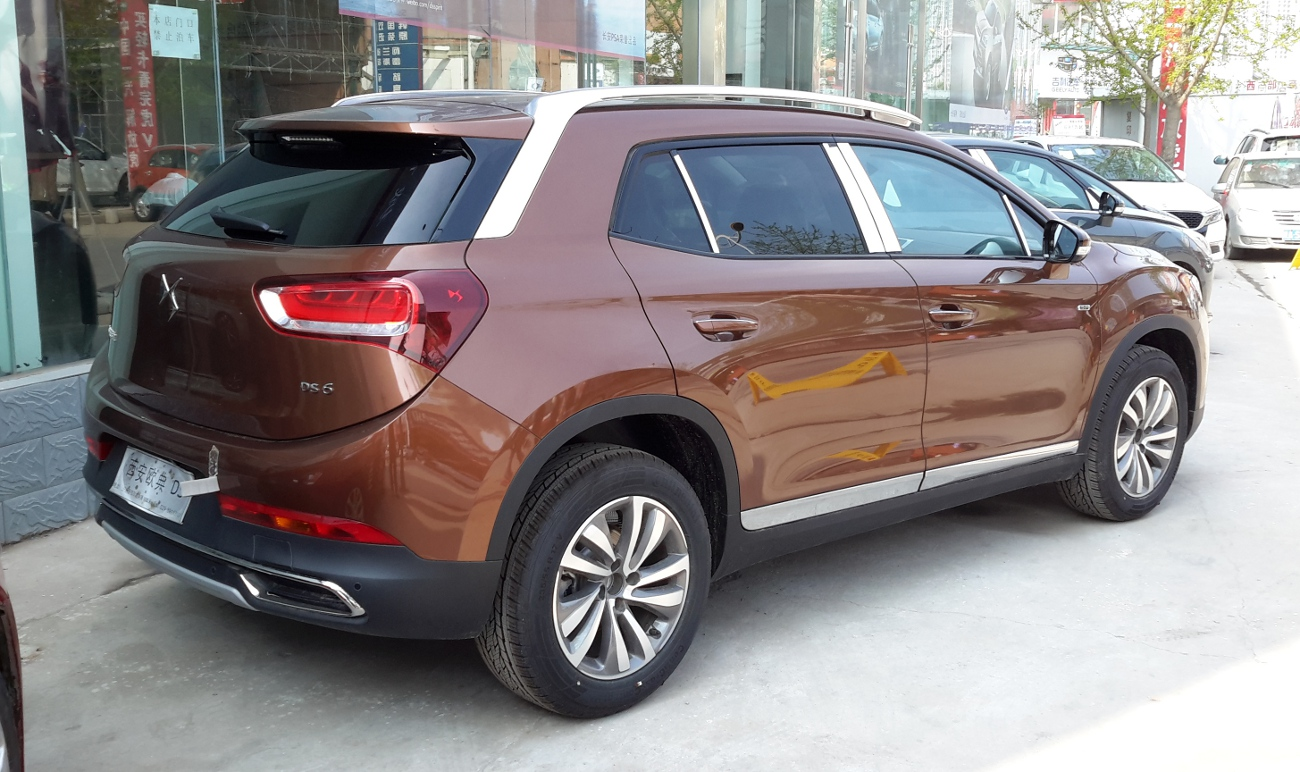
دی‌اس ۶ (نمای عقب)
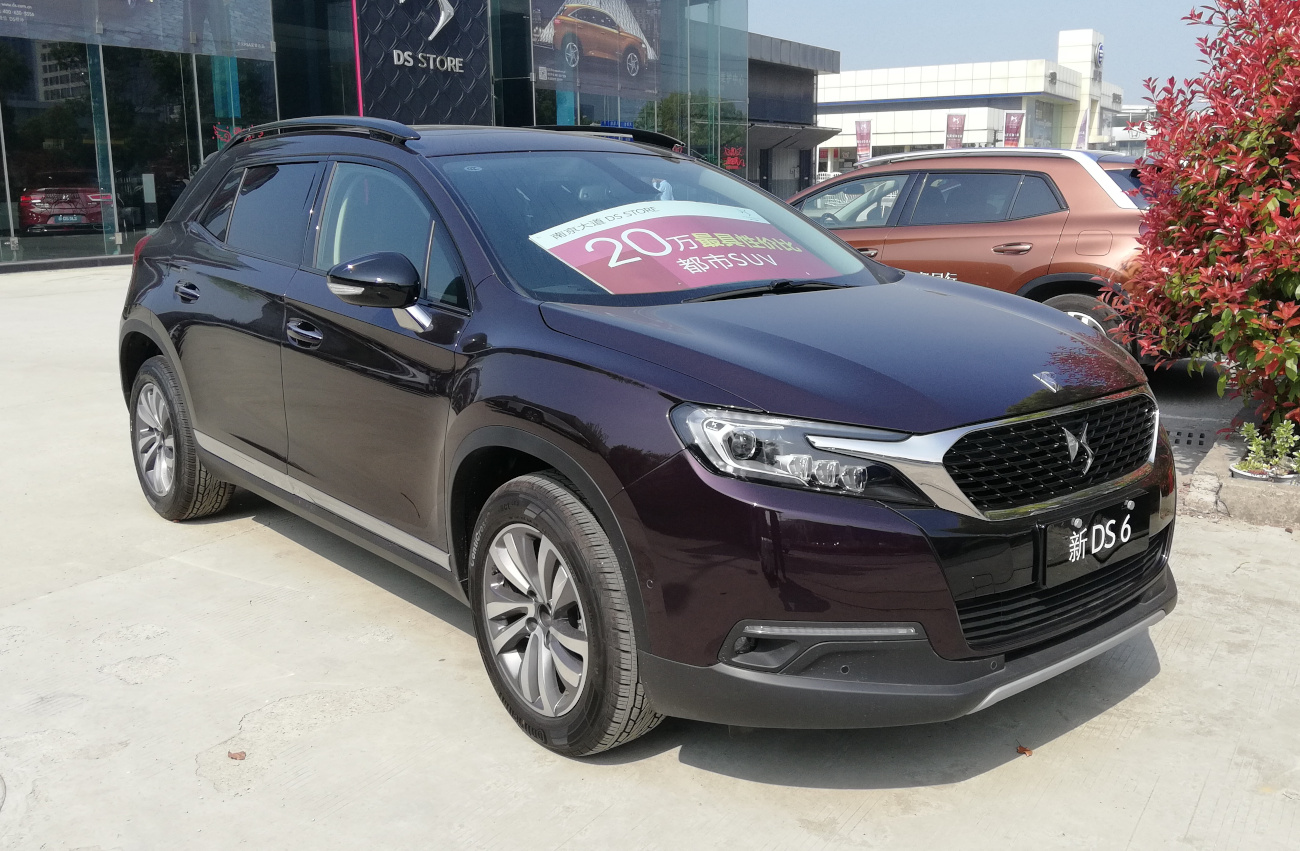
دی‌اس ۶ فیس‌لیفت (نمای جلو)
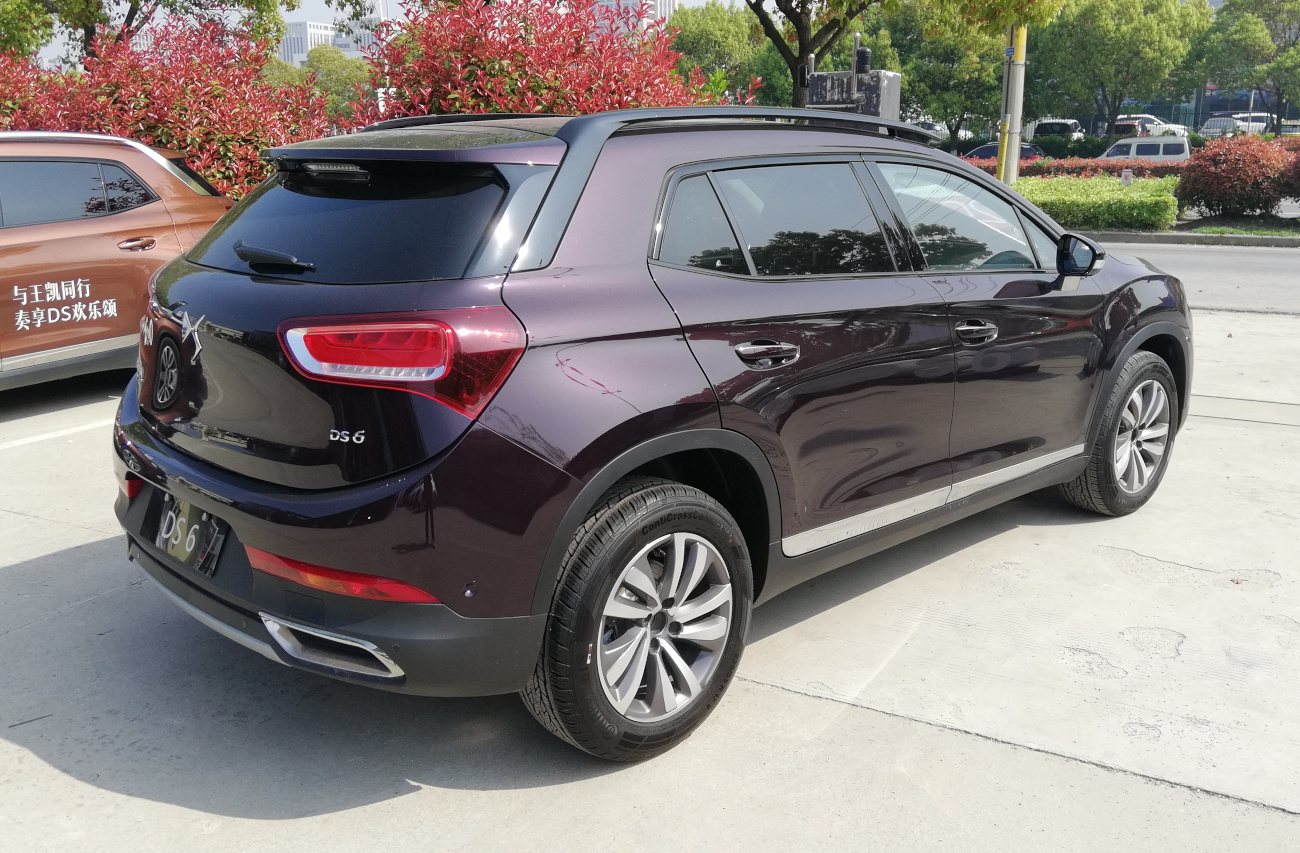
دی‌اس ۶ فیس‌لیفت (نمای عقب)
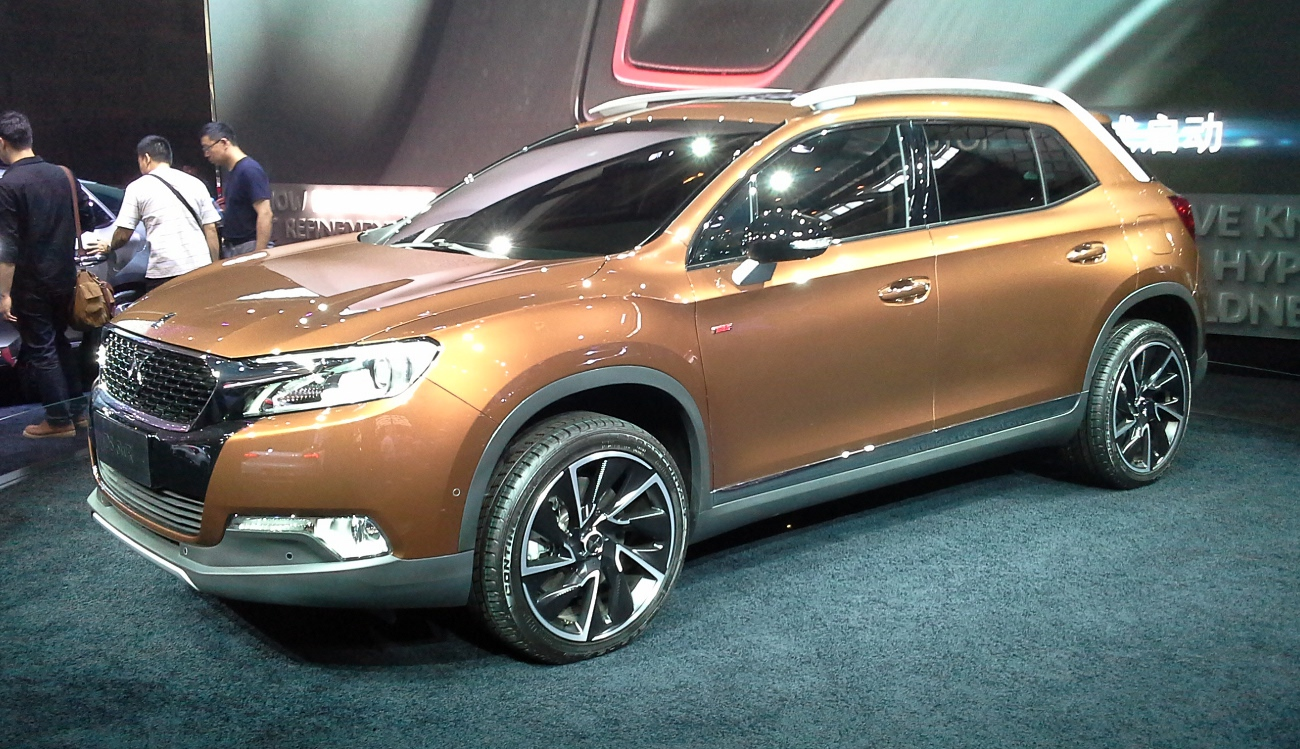
دی‌اس ۶دبیلوآر (نمای جلو)
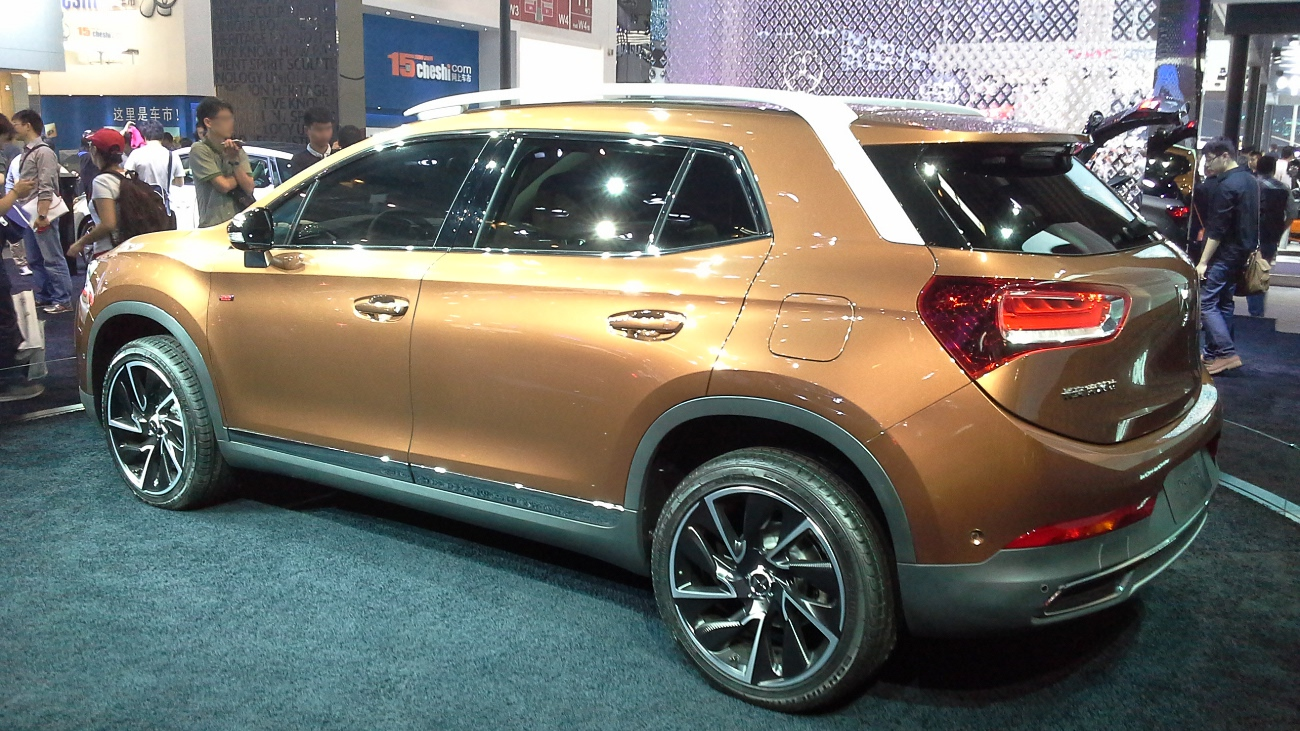
دی‌اس ۶دبیلوآر (نمای عقب)